# Решетов, Николай Афанасьевич
Николай Афанасьевич Решетов (10 декабря 1922 — 6 января 2016) — командир отделения 43-го отдельного гвардейского сапёрного батальона, гвардии сержант — на момент представления к награждению орденом Славы 1-й степени.

## Биография
Родился в селе Студенок Рыльского уезда Курской губернии. В 1939 году окончил 4 класса школы. Работал в колхозе. В мае 1941 года был призван в Красную Армию.
Участник Великой Отечественной войны с июля 1941 года. Воевал на Западном, Центральном и 1-м Белорусском фронтах. В июле 1943 года участвовал в боях на орловском направлении, был ранен. К марту 1944 года гвардии младший сержант Н. А. Решетов был командиром отделения 43-го отдельного гвардейского сапёрного батальона 38-й гвардейской стрелковой дивизии. В составе этой части прошёл до Победы.
23 мая 1944 года гвардии младший сержант Н. А. Решетов произвёл разведку подходов к реке Припять и мест, удобных для переправы близ населённого пункта Пески Речицкие. Части дивизии форсировали реку Припять и канал Турский, углубившись за Припять до 40 км. Встретив здесь упорное сопротивление свежих сил противника, не имея подвоза боеприпасов, дивизия с тяжёлыми боями была вынуждена отойти за реку Припять-Выжевка, где остановила противника и перешла к жёсткой обороне. 21 июня во время боёв в этом районе под сильным огнём противника Решетов проделал проход в проволочном заграждении и обеспечил продвижение атакующих стрелковых подразделений. За эти бои был представлен к награждению медалью «За отвагу».
Приказом по частям 38-й гвардейской стрелковой дивизии от 30 июня 1944 года гвардии младший сержант Решетов Николай Афанасьевич награждён орденом Славы 3-й степени.
18 июля 1944 года вблизи города Ратно гвардии сержант Н. А. Решетов под огнём противника проделал 2 прохода в минном поле и вывел стрелковые подразделения к траншеям врага. 27 июля, находясь в боевых порядках пехоты у деревни Добрынь, в схватке с противником, пытавшимся вырваться из окружения, уничтожил свыше 10 противников.
Приказом по войскам 70-й армии от 10 сентября 1944 года гвардии сержант Решетов Николай Афанасьевич награждён орденом Славы 2-й степени.
В ночь на 10 октября 1944 года около населённого пункта Непорент гвардии сержант Н. А. Решетов проделал 2 прохода в проволочных заграждениях и снял 23 мины, обеспечив беспрепятственное продвижение стрелковых подразделений. Был представлен к награждению орденом Славы 1-й степени.
В ноябре-декабре 1944 года дивизия находилась в резерве, получила пополнение и была выведена на Буго-Наревский плацдарм для дальнейших боевых действий.
В ночь на 14 января 1945 года, накануне Восточно-Прусской наступательной операции, гвардии сержант Н. А. Решетов с группой сапёров-разведчиков под огнём противника произвёл разведку минных полей и проволочных заграждений, установил слабые места обороны противника, подготовил проходы через минные поля. Днём 14 января, когда подразделения пошли на прорыв, сопровождал пехотинцев. Одним из первых ворвался во вражескую траншею, гранатами подавил пулемётную точку, чем обеспечил занятие целой линии траншей. Был награждён орденом Красного Знамени.
Указом Президиума Верховного Совета СССР от 24 марта 1945 года гвардии сержант Решетов Николай Афанасьевич был награждён орденом Славы 1-й степени и стал полным кавалером ордена Славы.
В дальнейшем в составе своей части участвовал в Восточно-Померанской и Берлинской операциях. Войну закончил на реке Эльба. В ноябре 1946 года был демобилизован.
В 1947 году был осуждён, но затем освобождён по реабилитирующим обстоятельствам. С 1953 года проживал в городе Тавда Свердловской области. До выхода на пенсию работал в исправительной колонии № 19. Долгое время являлся членом Совета ветеранов ОИК-1 ГУФСИН России по Свердловской области.
Награждён орденами Красного Знамени, Отечественной войны 1-й степени, Славы 1-й, 2-й и 3-й степеней, медалями.
Умер 6 января 2016 года.